# Bernd Rohr
Pour les articles homonymes, voir Rohr.
Bernd Rohr, né le 13 novembre 1937 à Mannheim et mort dans la même ville le 5 décembre 2022, est un coureur cycliste allemand. Il a notamment été champion du monde de poursuite par équipes amateur en 1962 avec Ehrenfried Rudolph, Klaus May, Lothar Claesges.

## Palmarès

### Championnats du monde
- Milan 1962
  -  Champion du monde de poursuite par équipes amateur (avec Ehrenfried Rudolph, Klaus May, Lothar Claesges)

### Championnats nationaux
- Champion d'Allemagne de l'Ouest de poursuite par équipes amateurs en 1957, 1960, 1961, 1962
- Champion d'Allemagne de l'Ouest du contre-la-montre par équipes amateurs en 1961, 1962, 1963